# Châteauneuf-de-Chabre
Châteauneuf-de-Chabre ist eine ehemalige französische Gemeinde mit zuletzt 332 Einwohnern (Stand: 2013) im Département Hautes-Alpes in der Region Provence-Alpes-Côte d’Azur. Sie gehörte zum Arrondissement Gap und zum Kanton Laragne-Montéglin.
Mit Wirkung vom 1. Januar 2016 wurden die ehemaligen Gemeinden Antonaves, Châteauneuf-de-Chabre und Ribiers zu einer Commune nouvelle mit dem Namen Val Buëch-Méouge zusammengelegt.

## Geografie
Die Gemeinde liegt in den französischen Seealpen. In dem Gebiet verlaufen die Flüsse Méouge und Buëch.

## Bevölkerungsentwicklung
| Jahr      | 1962 | 1968 | 1975 | 1982 | 1990 | 1999 | 2008 | 2012 |
| --------- | ---- | ---- | ---- | ---- | ---- | ---- | ---- | ---- |
| Einwohner | 129  | 125  | 158  | 214  | 238  | 259  | 305  | 314  |

## Sehenswürdigkeiten
- Mittelalterbrücke, genannt Pont médiéval de Châteauneuf-de-Chabre, seit dem 18. Dezember 1981 ein Monument historique